# Veenaardkruiper
De veenaardkruiper (Geophilus proximus) is een duizendpotensoort uit de familie van de Geophilidae. De wetenschappelijke naam van de soort werd in 1847 voor het eerst geldig gepubliceerd door Carl Ludwig Koch.

## Beschrijving
De veenaardkruiper wordt maximaal 40 millimeter groot en is geelachtig oranje van kleur. De kop is 1,2 keer langer dan breed. De veenaardkruiper lijkt qua uiterlijk sterk op de gewone G. impressus (voorheen bekend als G. insculptus), maar mist de geïsoleerde coxale porie van deze laatste soort.  Mannetjes hebben gewoonlijk tussen de 45 en 51 segmenten, terwijl de vrouwtjes er tussen 47 en 55 hebben. 

## Verspreiding en leefgebied
De veenaardkruiper komt voor in het noordelijke deel van het Palearctische gebied en is wijdverspreid over de Baltische staten en grote delen van Rusland en Europa.